# Regering-Prüm
De Regering-Prüm was van 20 maart 1925 tot 16 juli 1926 aan de macht in het Groothertogdom Luxemburg.

## Samenstelling
| Persoon | Persoon        | Ambt | Partij                |
| ------- | -------------- | --- | --------------------- |
|         | Pierre Prüm    | President van de Regering, directeur-generaal van Buitenlandse Zaken, directeur-generaal van Binnenlandse Zaken en Landbouw | PNI                   |
|         | Norbert Dumont | directeur-generaal van Openbare Werken, Handel en Industrie                                                                 | partijloos            |
|         | Othon Decker   | directeur-generaal van Sociale Voorzieningen en Arbeid                                                                      | GI                    |
|         | Étienne Schmit | directeur-generaal van Financiën en Openbare Werken                                                                         | partijloos (liberaal) |